# 拉多斯塔夫卡河
拉多斯塔夫卡河（烏克蘭語：Радоставка），是烏克蘭的河流，位於該國西部利沃夫州，屬於斯特里河的支流，發源自扎沃茨凱附近，河道全長29公里，流域面積397平方公里。